# Tomasz Jodłowski
Tomasz Jodłowski – polski fotograf.
Należy do Związku Polskich Artystów Fotografików, a także kolektywu śląskich fotografów AKME. Studiuje w Instytucie Twórczej Fotografii w Opawie. Był stypendystą Marszałka Województwa Śląskiego w dziedzinie kultury. Jego prace publikowały takie czasopisma, jak: Dziennik Zachodni, Trybuna Śląska i Rzeczpospolita. W 2017 został honorowym członkiem Tyskiego Towarzystwa Fotograficznego (pierwszym w historii organizacji).
Jest współautorem książek: Drugie życie kopalń (2013), Babska szychta (2014) i Ratownicy – pasja zwycięstwa (2015).
Był laureatem: Grand Press Photo, BZ WBK Press Photo, Wielkiego Konkursu Fotograficznego National Geographic i Konkursu Śląskiej Fotografii Prasowej. 